# Spinner (computação)

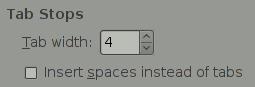
Exemplos de spinner e caixa de texto que contém `4`.

Em computação, um spinner (do inglês spinner) é um elemento de interface gráfica (isto é um componente widget) que permite diminuir (▼) ou aumentar (▲) o valor, generalmente, de um parâmetro numérico (por exemplo, tamanho ou data) de programa quando o usuário pressiona pequenitos botões do spinner. Spinner normalmente usado em conjunto com caixa de texto widget (posicionada cerca do spinner) que permita inserir ou editar dados diretamente.
Dependendo do gerenciador de janela ou aplicação em uso, existem muitos estilos de apresentação gráfica de spinner.